# 同変K理論
数学において、同変代数的K理論（どうへんだいすうてきKりろん、英: equivariant algebraic K-theory）は、ダニエル・キレンのQ-構成を通して、線型代数群 G の作用を持つ代数的スキーム X 上の同変連接層の圏 {\displaystyle \operatorname {Coh} ^{G}(X)} に付随する代数的K-理論である。同変代数的 K-理論は、定義により、
{\displaystyle K_{i}^{G}(X)=\pi _{i}(B^{+}\operatorname {Coh} ^{G}(X))}
である。特に、{\displaystyle K_{0}^{G}(C)} は、{\displaystyle \operatorname {Coh} ^{G}(X)} のグロタンディーク群である。この理論は、1980年代にR. W. トーマソン (R. W. Thomason) により開発された。特に、彼は局所化定理のような基本的の同変類似を証明した。
同じことであるが、{\displaystyle K_{i}^{G}(X)} は商スタック {\displaystyle [X/G]} 上の連接層の圏の {\displaystyle K_{i}} として定義される（よって、同変 K-理論は、スタックのK-理論の特別な場合である）。
レフシェッツ不動点定理は、同変（代数的）K-理論の設定でも成立する。

## 基本定理
X を同変代数的スキームとする。
局所化定理 ― 同変代数的スキームの閉埋め込み {\displaystyle Z\hookrightarrow X} を開埋め込み {\displaystyle Z-U\hookrightarrow X} が与えられると、次の群の長完全系列が存在する。
{\displaystyle \dots \to K_{i}^{G}(Z)\to K_{i}^{G}(X)\to K_{i}^{G}(U)\to K_{i-1}^{G}(Z)\to \dots }

## 関連文献
- Edidin, Dan (2012-11), Riemann–Roch for Deligne–Mumford stacks, arXiv:1205.4742